# 第91回東京優駿
第91回東京優駿（以下、日本ダービー）は、2024年5月26日に東京競馬場で施行された競馬の競走である。ダノンデサイルが優勝した。
優勝騎手の横山典弘は第76回のロジユニヴァース、第81回のワンアンドオンリー以来、通算3度目の制覇となり、また56歳3ヶ月3日で歴代最年長でのダービー騎手の名誉を手にしたと共に、JRA・GI、重賞最年長勝利記録を更新した。

## 出走馬の状況
共同通信杯勝ち馬でデビューから僅か3戦で前走の皐月賞を制したジャスティンミラノを始め、優先出走権を持つジャンタルマンタル以外の4頭が出走を決めた。また、牝馬のレガレイラを含む他8頭も参戦を決めた。
その他トライアル競走の青葉賞の勝ち馬シュガークンや、プリンシパルステークスを制したダノンエアズロック、及び京都新聞杯を勝ったジューンテイク、スプリングステークスを勝ったシックスペンス、NHKマイルカップ4着のゴンバデカーブースも参戦を決めた。
また、日本ダービーに登録していたサトノエピックは第70回東京ダービーに参戦を決めたため、本来であれば抽選対象となっていたサンライズアースとミスタージーティーが出走可能になった。

### トライアル競走の結果

#### 第84回皐月賞GI
- 中山・2000mで実施[8]。

- 5着以内に優先出走権が与えられる。なお、3着のジャンタルマンタルはNHKマイルカップへ出走し本競走を回避。

※性齢は全て3歳馬。
| 着順 | 人気 | 競走馬名           | 騎手           | タイム  | 着差  | ダービーへの出否 |
| ---- | ---- | ------------------ | -------------- | ------- | ----- | ---------------- |
| 1着  | 2    | ジャスティンミラノ | 戸崎圭太       | R1:57.1 |       | 出走             |
| 2着  | 7    | コスモキュランダ   | J.モレイラ     | 1:57.1  | クビ  | 出走             |
| 3着  | 3    | ジャンタルマンタル | 川田将雅       | 1:57.2  | 1/2   |                  |
| 4着  | 6    | アーバンシック     | 横山武史       | 1:57.5  | 1 1/2 | 出走             |
| 5着  | 5    | シンエンペラー     | 坂井瑠星       | 1:57.5  | クビ  | 出走             |
| 6着  | 1    | レガレイラ         | 北村宏司       | 1:57.6  | クビ  | 出走             |
| 7着  | 11   | エコロヴァルツ     | 武豊           | 1:57.8  | 1 1/2 | 出走             |
| 8着  | 14   | ルカランフィースト | 松山弘平       | 1:57.9  | 3/4   |                  |
| 9着  | 10   | サンライズジパング | 菅原明良       | 1:58.0  | クビ  | 出走             |
| 10着 | 9    | ミスタージーティー | 藤岡佑介       | 1:58.1  | 1/2   | 出走             |
| 11着 | 16   | ホウオウプロサンゲ | 菱田裕二       | 1:58.2  | 1     |                  |
| 12着 | 12   | サンライズアース   | M.デムーロ     | 1:58.5  | 1 1/2 | 出走             |
| 13着 | 8    | ビザンチンドリーム | B.ムルザバエフ | 1:58.5  | クビ  | 出走             |
| 14着 | 13   | シリウスコルト     | 三浦皇成       | 1:58.6  | 1/2   |                  |
| 15着 | 15   | アレグロブリランテ | 横山和生       | 1:58.7  | 1/2   |                  |
| 16着 | 17   | ウォーターリヒト   | 幸英明         | 1:59.2  | 2 1/2 |                  |
| 17着 | 4    | メイショウタバル   | 浜中俊         | 1:59.3  | 1     | 出走             |
| 除外 |      | ダノンデサイル     | 横山典弘       |         |       | 出走             |

※ダノンデサイルは出走直前に馬体検査を行い、右前肢ハ行と診断され競走除外。

#### 第31回テレビ東京杯青葉賞GII
- 東京・2400mで実施[10]。
- 2着以内に優先出走権が与えられる。

※性齢は全て3歳牡馬。
| 着順 | 競走馬名           | 騎手       | タイム | 着差   | ダービーへの出否 |
| ---- | ------------------ | ---------- | ------ | ------ | ---------------- |
| 1着  | シュガークン       | 武豊       | 2:24.2 |        | 出走             |
| 2着  | ショウナンラプンタ | 鮫島克駿   | 2.24.2 | アタマ | 出走             |
| 3着  | デュアルウィルダー | J.モレイラ | 2.24.3 | 3/4    |                  |

#### プリンシパルステークスL
- 東京・2000mで実施[11]。
- 1着馬に優先出走権が与えられる。

| 着順 | 競走馬名           | 騎手       | タイム | 着差  | ダービーへの出否 |
| ---- | ------------------ | ---------- | ------ | ----- | ---------------- |
| 1着  | ダノンエアズロック | J.モレイラ | 1:59.6 |       | 出走             |
| 2着  | メリオーレム       | 戸崎圭太   | 1:59.8 | 1 1/4 |                  |
| 3着  | アスクカムオンモア | 北村友一   | 1:59.8 | クビ  |                  |

### その他の前哨戦の結果

#### 第72回京都新聞杯GII
- 京都・2200mで実施[12]。

※性齢は全て3歳牡馬。
| 着順 | 競走馬名         | 騎手     | タイム | 着差 | ダービーへの出否 |
| ---- | ---------------- | -------- | ------ | ---- | ---------------- |
| 1着  | ジューンテイク   | 藤岡佑介 | 2:11.2 |      | 出走             |
| 2着  | ウエストナウ     | 横山典弘 | 2:11.4 | 1    |                  |
| 3着  | ヴェローチェエラ | 川田将雅 | 2:11.5 | 1/2  |                  |

#### 第73回フジテレビ賞スプリングステークスGII
- 中山・1800mで実施[13]。

※性齢は全て3歳牡馬。
| 着順 | 競走馬名           | 騎手       | タイム | 着差  | ダービーへの出否 |
| ---- | ------------------ | ---------- | ------ | ----- | ---------------- |
| 1着  | シックスペンス     | C.ルメール | 1:49.4 |       | 出走             |
| 2着  | アレグロブリランテ | 横山和生   | 1:50.0 | 3 1/2 |                  |
| 3着  | ルカランフィースト | 横山武史   | 1:50.1 | 1     |                  |

#### 第29回NHKマイルカップGI
- 東京・1600mで実施[14]。

※性齢は全て3歳馬。
| 着順 | 人気 | 競走馬名           | 騎手       | タイム | 着差  | ダービーへの出否 |
| ---- | ---- | ------------------ | ---------- | ------ | ----- | ---------------- |
| 1着  | 2    | ジャンタルマンタル | 川田将雅   | 1:32.4 |       |                  |
| 2着  | 1    | アスコリピチェーノ | C.ルメール | 1:32.8 | 2 1/2 |                  |
| 3着  | 10   | ロジリオン         | 戸崎圭太   | 1:32.9 | クビ  |                  |
| 4着  | 4    | ゴンバデカーブース | J.モレイラ | 1:32.9 | クビ  | 出走             |

## 出走馬・枠順
2024年5月26日 第2回東京開催12日目 第11競走
コース芝 2,400m (Cコース)
天気晴、馬場状態: 良、発走: 15時40分
※全頭とも性齢は「3歳」、斤量は57kg、牝馬のレガレイラのみ2kg減。
| 枠番 | 馬番 | 競走馬名           | 騎手                 | 騎乗回数       | 調教師     | 馬主                       | 単勝人気 | 単勝人気 | 馬体重 [kg] |
| 枠番 | 馬番 | 競走馬名           | 騎手                 | 騎乗回数       | 調教師     | 馬主                       | オッズ   | 人気     | 馬体重 [kg] |
| ---- | ---- | ------------------ | -------------------- | -------------- | ---------- | -------------------------- | -------- | -------- | ----------- |
| 1    | 1    | サンライズアース   | 池添謙一             | 2年ぶり14回目  | 石坂公一   | （株）ライフハウス         | 125.9    | 15       | 524         |
| 1    | 2    | レガレイラ         | クリストフ・ルメール | 5年連続9回目   | 木村哲也   | （有）サンデーレーシング   | 4.5      | 2        | 458         |
| 2    | 3    | ジューンテイク     | 岩田望来             | 3年連続3回目   | 武英智     | 吉川潤                     | 109.4    | 14       | 484         |
| 2    | 4    | ビザンチンドリーム | 西村淳也             | 初騎乗         | 坂口智康   | 吉田和美                   | 61.2     | 10       | 458         |
| 3    | 5    | ダノンデサイル     | 横山典弘             | 5年連続27回目  | 安田翔伍   | （株）ダノックス           | 46.6     | 9        | 504         |
| 3    | 6    | コスモキュランダ   | ミルコ・デムーロ     | 10年連続12回目 | 加藤士津八 | （有）ビッグレッドファーム | 14.3     | 6        | 502         |
| 4    | 7    | ミスタージーティー | 藤岡佑介             | 2年ぶり8回目   | 矢作芳人   | 田畑利彦                   | 94.6     | 13       | 460         |
| 4    | 8    | アーバンシック     | 横山武史             | 4年連続5回目   | 武井亮     | （有）シルクレーシング     | 8.3      | 4        | 512         |
| 5    | 9    | ダノンエアズロック | ジョアン・モレイラ   | 初騎乗         | 堀宣行     | （株）ダノックス           | 12.7     | 5        | 492         |
| 5    | 10   | サンライズジパング | 菅原明良             | 2年ぶり2回目   | 音無秀孝   | （株）ライフハウス         | 128.5    | 16       | 506         |
| 6    | 11   | シュガークン       | 武豊                 | 14年連続35回目 | 清水久詞   | 辻子依旦                   | 22.0     | 8        | 504         |
| 6    | 12   | シックスペンス     | 川田将雅             | 14年連続18回目 | 国枝栄     | （有）キャロットファーム   | 8.3      | 3        | 488         |
| 7    | 13   | シンエンペラー     | 坂井瑠星             | 2年連続3回目   | 矢作芳人   | 藤田晋                     | 17.8     | 7        | 486         |
| 7    | 14   | ゴンバデカーブース | 松山弘平             | 5年連続9回目   | 堀宣行     | （株）G1レーシング         | 67.9     | 11       | 462         |
| 7    | 15   | ジャスティンミラノ | 戸崎圭太             | 2年連続10回目  | 友道康夫   | 三木正浩                   | 2.2      | 1        | 512         |
| 8    | 16   | メイショウタバル   | 浜中俊               | ー             | 石橋守     | 松本好雄                   | 出走取消 | 出走取消 | 出走取消    |
| 8    | 17   | ショウナンラプンタ | 鮫島克駿             | 初騎乗         | 高野友和   | 国本哲秀                   | 81.2     | 12       | 536         |
| 8    | 18   | エコロヴァルツ     | 岩田康誠             | 2年ぶり14回目  | 牧浦充徳   | 原村正紀                   | 160.0    | 17       | 486         |

西村淳也、ジョアン・モレイラ、鮫島克駿の3名はダービー初騎乗。また、メイショウタバルは左後肢の挫跖のため24日付で出走取消の手続きが取られた。

## 結果・払戻金

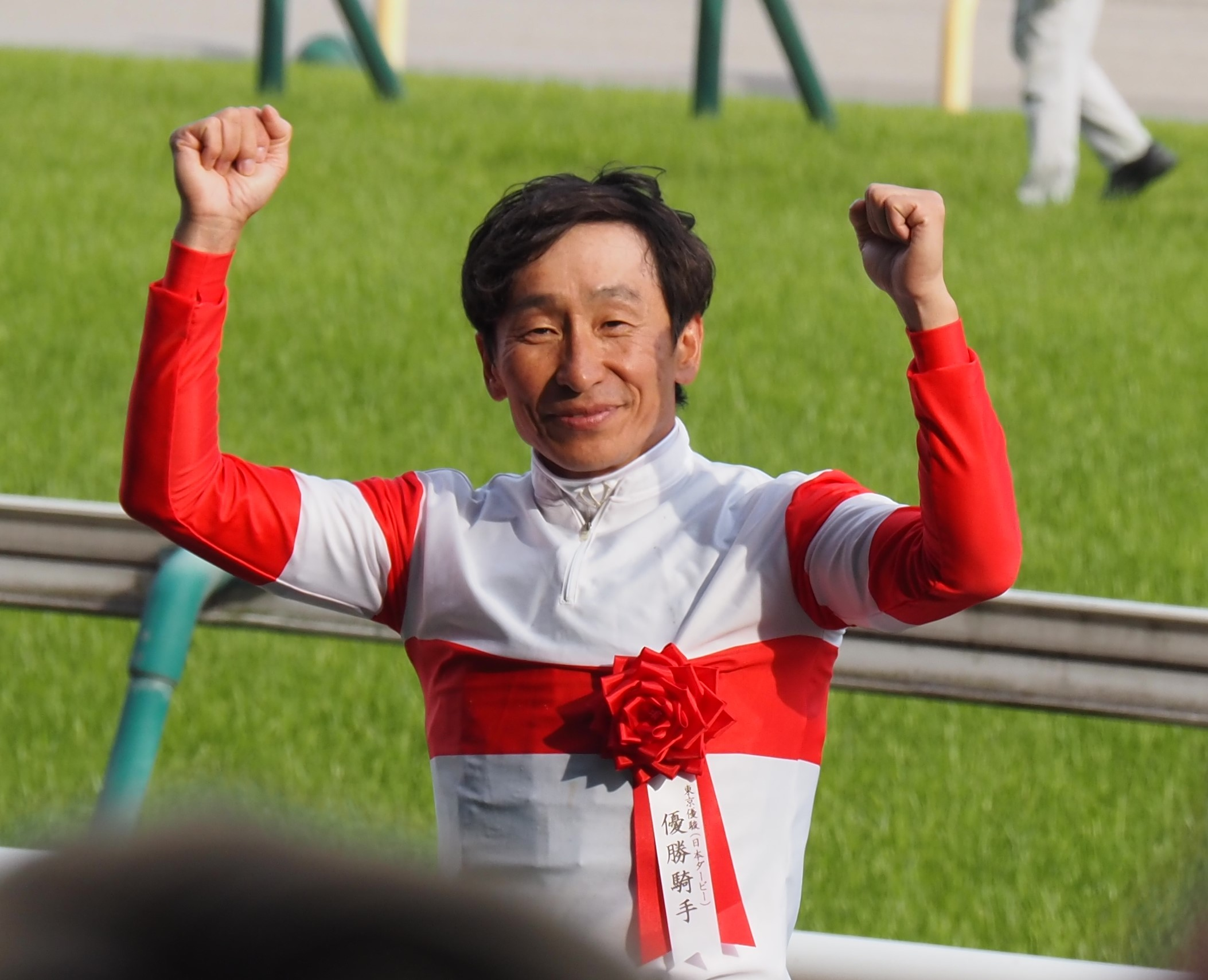
横山典弘（優勝騎手インタビューにて）

### 順位表
| 着順 | 枠番 | 馬番 | 馬名               | タイム | 上3F | 着差 （馬身） |
| ---- | ---- | ---- | ------------------ | ------ | ---- | ------------- |
| 1    | 3    | 5    | ダノンデサイル     | 2:24.3 | 33.5 | ―             |
| 2    | 7    | 15   | ジャスティンミラノ | 2:24.7 | 33.9 | 2             |
| 3    | 7    | 13   | シンエンペラー     | 2:24.9 | 33.4 | 1 1/4         |
| 4    | 1    | 1    | サンライズアース   | 2:25.0 | 34.4 | 1 1/4         |
| 5    | 1    | 2    | レガレイラ         | 2:25.0 | 33.2 | ハナ          |
| 6    | 3    | 6    | コスモキュランダ   | 2:25.1 | 34.3 | クビ          |
| 7    | 6    | 11   | シュガークン       | 2:25.2 | 34.7 | 3/4           |
| 8    | 8    | 18   | エコロヴァルツ     | 2:25.2 | 34.7 | クビ          |
| 9    | 6    | 12   | シックスペンス     | 2:25.3 | 34.0 | クビ          |
| 10   | 2    | 3    | ジューンテイク     | 2:25.3 | 34.1 | クビ          |
| 11   | 4    | 8    | アーバンシック     | 2:25.4 | 33.5 | 1/2           |
| 12   | 5    | 10   | サンライズジパング | 2:25.4 | 33.6 | クビ          |
| 13   | 7    | 14   | ゴンバデカーブース | 2:25.5 | 34.1 | 1/2           |
| 14   | 5    | 9    | ダノンエアズロック | 2:25.6 | 34.1 | クビ          |
| 15   | 8    | 17   | ショウナンラプンタ | 2:25.6 | 34.0 | アタマ        |
| 16   | 4    | 7    | ミスタージーティー | 2:25.6 | 33.4 | アタマ        |
| 17   | 2    | 4    | ビザンチンドリーム | 2:25.8 | 33.7 | 1 1/2         |
| 取消 | 8    | 16   | メイショウタバル   | ―      | ―    | ―             |

### 制裁
- シンエンペラー騎乗の坂井瑠星は最後の直線コースで外側に斜行したため過怠金1万円が科せられた。（被害馬：コスモキュランダ）

### 払戻金
|        | 馬番／枠番  | 人気 | 金額（円） |
| ------ | ----------- | ---- | ---------- |
| 単勝   | 5           | 9    | 4,660      |
| 複勝   | 5           | 9    | 700        |
| 複勝   | 15          | 1    | 120        |
| 複勝   | 13          | 7    | 380        |
| 枠連   | 3 - 7       | 3    | 820        |
| 馬連   | 5 - 15      | 20   | 6,860      |
| 馬単   | 5 → 15      | 53   | 21,490     |
| ワイド | 5 - 15      | 14   | 1,380      |
| ワイド | 5 - 13      | 52   | 8,000      |
| ワイド | 13 - 15     | 6    | 660        |
| 3連複  | 5 - 13 - 15 | 55   | 21,250     |
| 3連単  | 5 → 15 → 13 | 504  | 229,910    |

### データ
| 1000ｍ通過タイム    | 62.2秒（エコロヴァルツ） |
| 上がり4ハロン       | 45.1秒                   |
| 上がり3ハロン       | 33.8秒                   |
| 優勝馬上がり3ハロン | 33.5秒                   |
| 最速上がり3ハロン   | 33.2秒（レガレイラ）     |

### 当日のWIN5（5重勝単勝式）
- 発売票数：7,629,802票
- 発売総額：762,980,200円
- 的中票数：224票
- 払戻金：2,384,310円

| 対象順          | 1                             | 2                            | 3                               | 4                               | 5                           |
| --------------- | ----------------------------- | ---------------------------- | ------------------------------- | ------------------------------- | --------------------------- |
| 競走順          | 東京第9競走                   | 京都第9競走                  | 東京第10競走                    | 京都第10競走                    | 東京第11競走                |
| 競走名          | むらさき賞                    | 與杼特別                     | ディープインパクトC             | 安土城S                         | 第91回東京優駿              |
| 条件            | 芝1800m 4歳以上3勝クラス      | ダート1900m 4歳以上2勝クラス | ダート1600m 4歳以上3勝クラス    | 芝1400m 4歳以上オープン         | 芝2400m 3歳オープン         |
| 単勝人気        | 1番人気                       | 2番人気                      | 1番人気                         | 6番人気                         | 9番人気                     |
| 勝利馬 （鞍上） | ジェイパームス （J.モレイラ） | ペプチドソレイユ （富田暁）  | ドゥラレジリエント （鮫島克駿） | エイシンスポッター （角田大河） | ダノンデサイル （横山典弘） |
| 馬番            | 10                            | 1                            | 14                              | 17                              | 5                           |
| 残票数          | 3,028,195票                   | 469,739票                    | 191,977票                       | 13,804票                        | 224票                       |

## エピソード

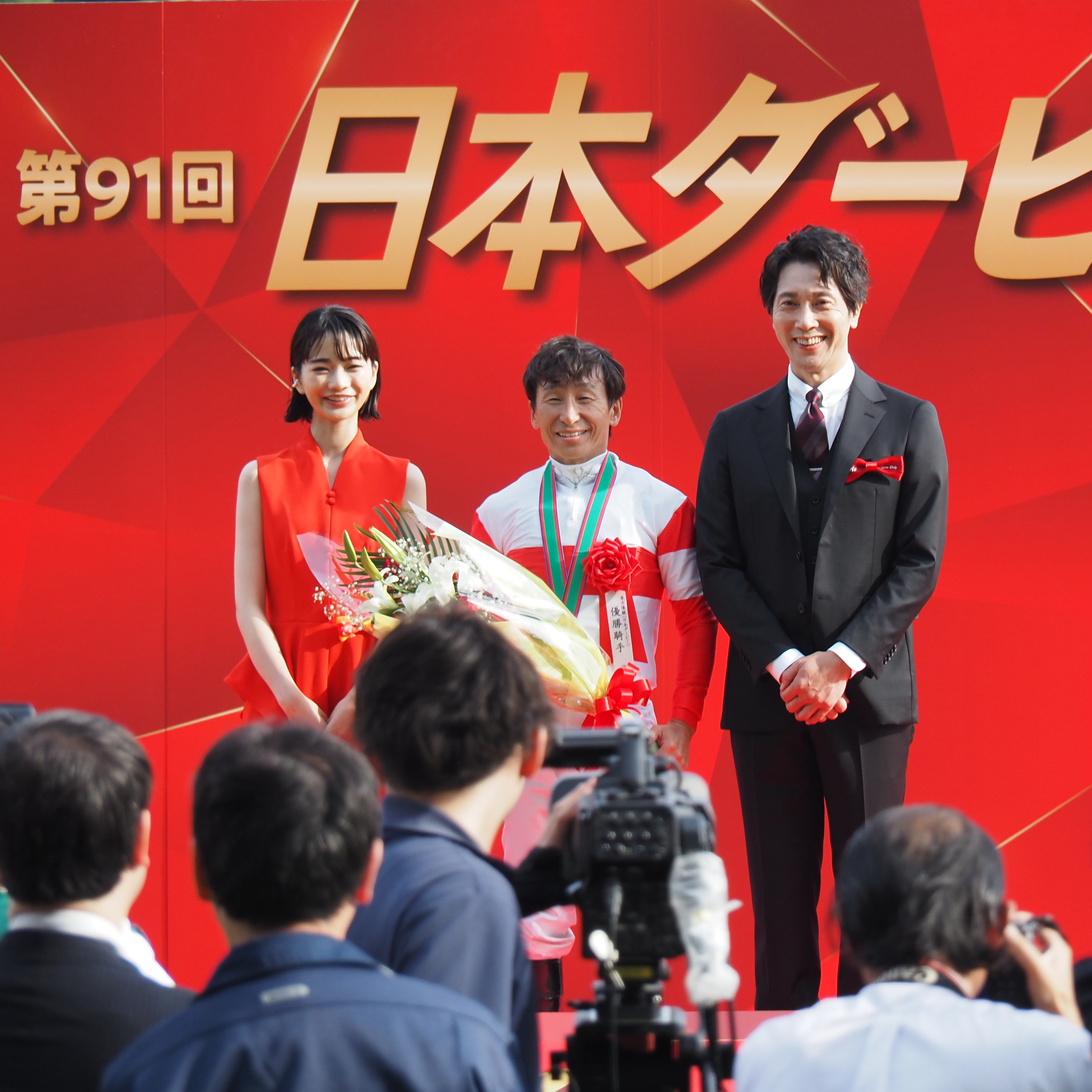
優勝騎手の横山典弘とプレゼンターの見上愛と佐々木蔵之介

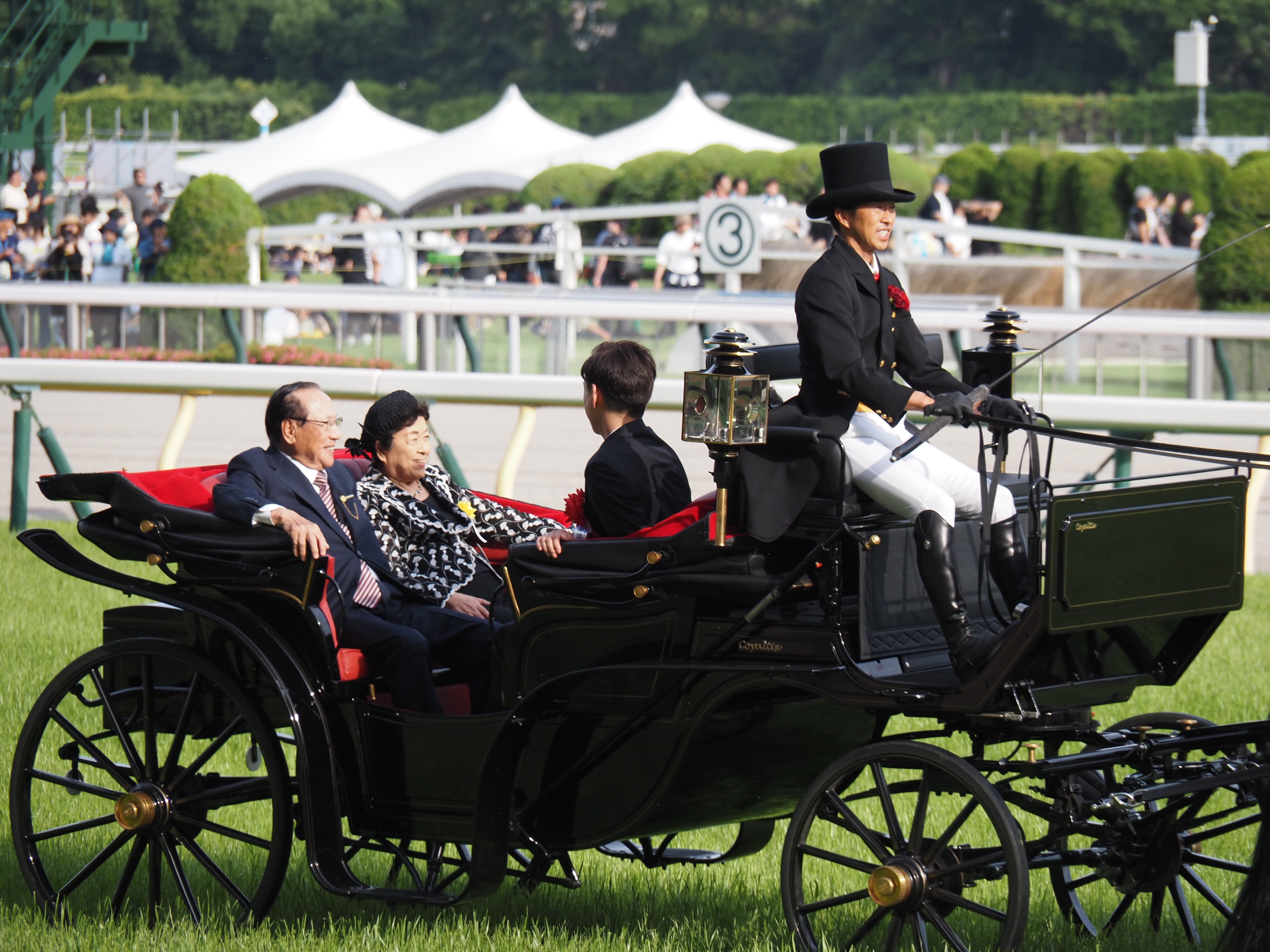
馬車に乗車した野田順弘と妻の野田みづき（もう一方の馬車には横山典弘と安田翔伍が乗車した）

- 発走前の国歌独唱はテノール歌手の秋川雅史が担当した。
- 発走のファンファーレは陸上自衛隊中央音楽隊が務め、昼休憩時の演奏会も行った。
  - 昼休憩時の演奏会にて演奏された楽曲は開催2日前（5月24日）に公開された映画『ウマ娘 プリティーダービー 新時代の扉』の主題歌「Ready!! Steady!! Derby!!」[18]。
- 前述にもある通り、横山典弘は第81回のワンアンドオンリー以来、10年ぶり3度目のダービー制覇を果たした。
- 安田翔伍調教師はダービー初出走で初制覇となった。また、JRA・GI初勝利となった他、グレード制導入後では歴代最年少となる41歳10ヶ月22日でのダービー調教師の名誉を手にした[注 3]。
- 前述にもある通り、メイショウタバルは左後肢の挫跖のため出走取消となり、第88回以来、3年ぶりの17頭立てでのレースとなる。また、日本ダービーでの出走取消は、第81回以来10年ぶりである。
- 前走が除外となった出走馬がダービー馬となったのは、フルゲートが18頭となった第59回以降、これが史上初の例となった。
- レース・表彰式終了後に、第90回の様に優勝騎手の横山典弘と調教師の安田翔伍、馬主ダノックスの代表・野田順弘と妻の野田みづきを乗せた馬車によるパレードが行われた。
- 開催週には中央競馬の調教師・調教助手らが組織する労働組合4団体のうち3団体と日本調教師会の賃上げをめぐる春闘交渉が決裂した為、5月17日にJRAと日本調教師会に対しダービー前日の5月25日午前0時から24時間のストライキを通告[注 4][19]。25日の開催は通常通りとなるが、25日・26日開催分の前日夜間並びに早朝発売は本競走及び第138回目黒記念の前日発売を除き中止、本競走を含む26日の出走予定馬の輸送を前倒しするなどの影響が出た[20]。
- ジョアン・モレイラは一時帰国中のブラジルで騎乗した際、斤量不足で失格になり、騎乗停止の可能性が取り沙汰されていたが、自身の体重ではなく馬具に問題があった事が判明し罰則も課されなかった為、本競走及び翌週の第74回安田記念は予定通り騎乗する[21]。
- 入場者は従前の新型コロナウイルス感染対策のため、ネット予約・購入者に限定した入場制限が実施されたが、府中市及び東隣の調布市では施行日に大規模スポーツイベントが集中した為[注 5]、京王電鉄は輸送体制を増強して対応するとし[22]、府中競馬正門前駅発京王線新宿駅行き臨時特急2本・新線新宿駅行き臨時急行1本に加え、17時台に京王線新宿駅行き臨時急行1本が追加で運行され、競馬場線内の各駅停車も増発された。
- 本年のダービーの入場者数は7万8678人となり、前年比（第90回より）より9.5%増加した。また、売り上げは298億1443万5600円となり、前年比より5.0%増加した[23]。

## テレビ・ラジオ中継
本レースのテレビ・ラジオ放送実況担当者並びに放送体制。NHK職員の勤務局並びに民放各社社員の役職、その他出演者の肩書はレース当時のもの。
実況担当者
- 日本放送協会（NHK）：高木修平（広島放送局・2年ぶり3回目）[24]
  - 番組司会：清水敬亮（協会本部メディア総局アナウンス室）
  - パドック実況：稲垣秀人（協会本部メディア総局ラジオセンター）
  - 解説：鈴木康弘（日本調教師会 名誉会長）[注 6]
- ラジオNIKKEI：小塚歩（東京本社スポーツ情報部担当部長、5年連続5回目）[25]※含・グリーンチャンネル・BS11[注 7]
- フジテレビ（みんなのKEIBA）：倉田大誠（編成制作局アナウンス室副部長・3年連続3回目）
  - 解説：板津雄志（サンケイスポーツ）
  - パドック実況兼勝利騎手インタビュー：立本信吾
  - 番組司会：DAIGO、佐野瑞樹（編成局アナウンス室シニア局次長待遇）、竹俣紅
  - スタジオ解説：井崎脩五郎、細江純子（競馬評論家、元JRA騎手）[注 6]
  - ゲスト：佐々木主浩（日本プロ野球名球会 副理事長、馬主）、あの（歌手、『ウマウマ! 〜アノミズキのビギナー育成TV〜』メインキャラクター）
- ニッポン放送（土田晃之 日曜のへそ・第2部）：清水久嗣
- アール・エフ・ラジオ日本（ラジオ日本日曜競馬実況中継）：矢田雄二郎
- TBSラジオ（爆笑問題の日曜サンデー『田中裕二のサンデー競馬小僧』）：清原正博（TBSテレビ コンテンツ戦略本部アナウンスセンター専任部長）
- 文化放送（おとなりさんday)：高橋将市

他局・系列局利用社局
- BSフジ（BSスーパーKEIBA）
  - 番組司会：青嶋達也（編成局アナウンス室スポーツ統括担当部長）、小山内鈴奈
  - 解説：椋木宏（競馬エイト）
  - ゲスト：小島太（元JRA調教師、第45回（1978年・サクラショウリ）、第55回（1988年・サクラチヨノオー）優勝騎手）
- 関西テレビ（カンテレ）（KEIBA BEAT）
  - 番組司会：菅井友香（元櫻坂46キャプテン）、恋さん（シャンプーハット）、岡安譲（編成局アナウンス部次部長）
  - 解説：橋田満（日本調教師会 名誉会長）、高橋賢司（競馬エイト）
  - ゲスト：井森美幸（タレント、歌手）
  - 現地リポート：山本大貴